# Leopoldo C. Agorio
Leopoldo Carlos Agorio (Montevideo, 28 de marzo de 1891 - 1972) fue un arquitecto y profesor universitario uruguayo.

## Carrera
Egresa de la antigua Facultad de Matemáticas en 1916 con el título de Arquitecto. Ejerce la docencia en la casa de estudios, también integra el Consejo Directivo de la Facultad. En dos ocasiones ejerce como Decano de la Facultad de Arquitectura (1928-1934 y 1944-1948). 
Se destacó como el primer Rector de la Universidad de la República que no poseía título de abogado o médico; encabezó la institución durante ocho años (1948-1956). 
Fue además militante del Partido Socialista del Uruguay.
En 1956 es distinguido doctor honoris causa de la Universidad de la República.